# Rohozná (Vysočina)
Rohozná è un comune della Repubblica Ceca facente parte del distretto di Jihlava, nella regione di Vysočina.